# Monastère de la Dormition Goritski

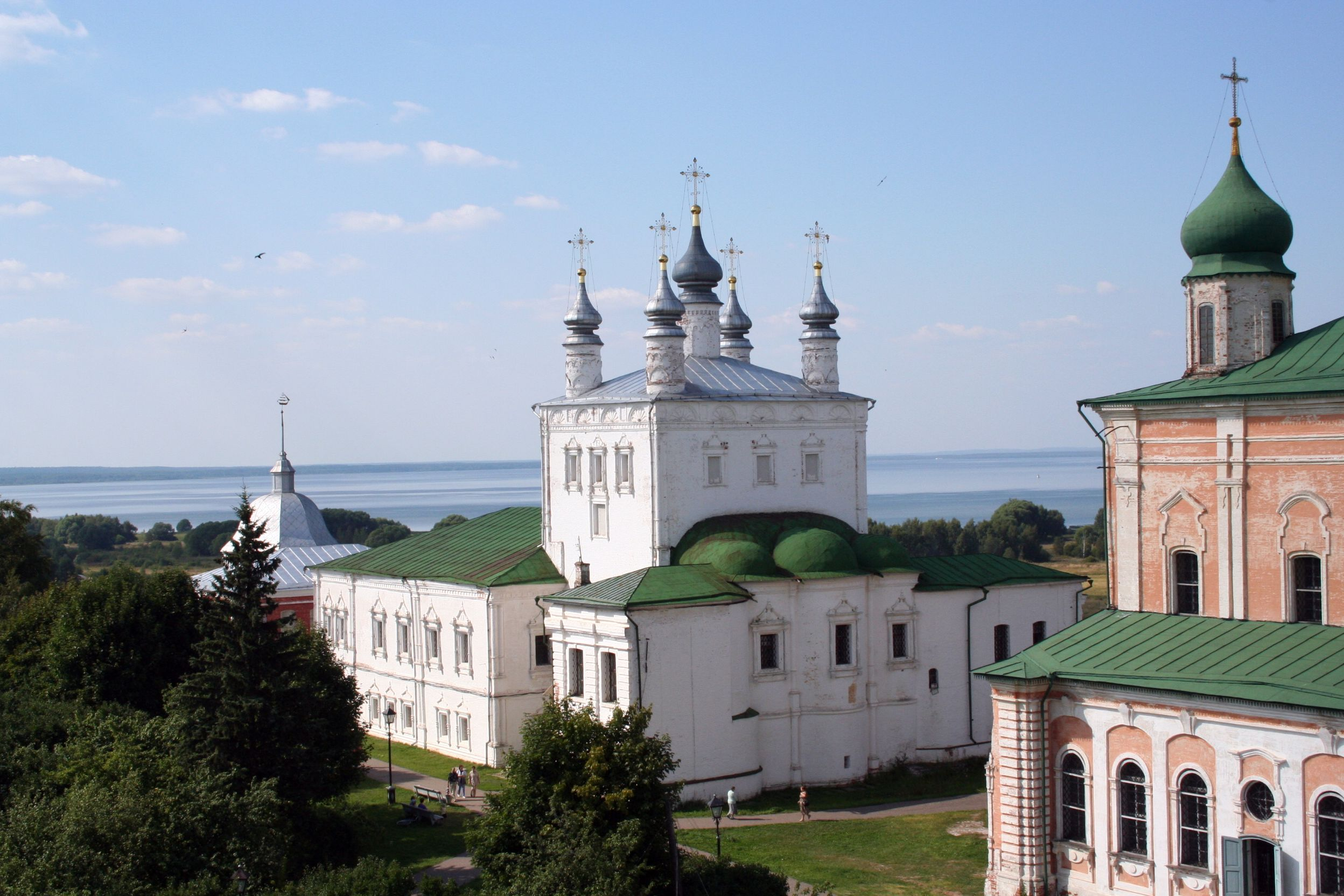
Église de Tous les saints dans l'enceinte du monastère Goritski

Le monastère de la Dormition Goritski  (en russe : Успенский Горицкий монастырь) est un ancien monastère orthodoxe de la ville de Pereslavl-Zalesski, supprimé en 1744. Le territoire du monastère fait partie aujourd'hui du musée-réserve de l'État d'histoire, d'architecture et des beaux-arts de la ville. 

## Histoire du monastère
Le monastère est fondé vraisemblablement au début du XIVe siècle sous Ivan Ier Kalita.
Au milieu du siècle le monastère était propriétaire de nombreux villages. 
Le 12 juin 1722, un incendie détruit toutes les archives du monastère. De ce fait les sources historiques sur ce monastère sont peu nombreuses, fragmentaires et peu claires ,
La date de fondation du monastère de la Dormition Goritski qui est parfois proposée est 1362. Dimitri de Prilouki aurait, selon les sources qui citent cette date, reçu sa tonsure de moine dans ce monastère. Mais cela semble inexact dans la mesure où  en 1362 il était déjà higoumène du monastère qu'il avait lui-même fondé, le Monastère de Saint-Nicolas (Pereslavl-Zalesski). 
Au XVe siècle, Daniel de Pereslavl a vécu comme abbé au monastère (de 1470 à 1500), après avoir créé en 1508, dans la même ville, le Monastère Troïtse-Danilov.
Les données ultérieures relatives au monastère de la Dormition, durant les XVIe siècle et XVIIe siècle, sont peu connues. En 1744, le monastère est fermé et ses locaux sont partiellement donnés comme maison de l'évêque du diocèse de Pereslavl et Dmitrov nouvellement créé. Mais dès 1788 ce diocèse est supprimé, le monastère reste fermé et l'évêque n'y est plus installé. Toutefois en 1881 et jusqu'en 1919 les bâtiments sont utilisés pour l'enseignement, comme séminaire .

## Fermeture du monastère
Dans l'ouvrage  « Description des monastères dans l'Empire russe » (1817) il est fait référence au monastère Goritski. Vingt ans plus tard on en fait plus mention (1834). 
En 1904  le monastère est dans un état d'abandon avancé. Les clôtures, les portes, les tours sont à moitié détruites.
Les bâtiments les plus anciens du monastère qui subsistent datent du XVIIe siècle. Il  subsiste également deux portes dont l'une est la porte sainte. L'église de Tous les saints date également de cette époque ainsi que le mur de clôture et une tour.  La «Porte sainte »  est un bel exemple d'architecture ancienne. Mais la date exacte de sa construction reste inconnue. On sait seulement qu'elle est du XVIIe siècle .
Après la Révolution d'Octobre  le monastère est transféré en 1919, en propriété, au musée-réserve de Pereslavl-Zalesski. 

## Vue actuelle de l'ancien monastère

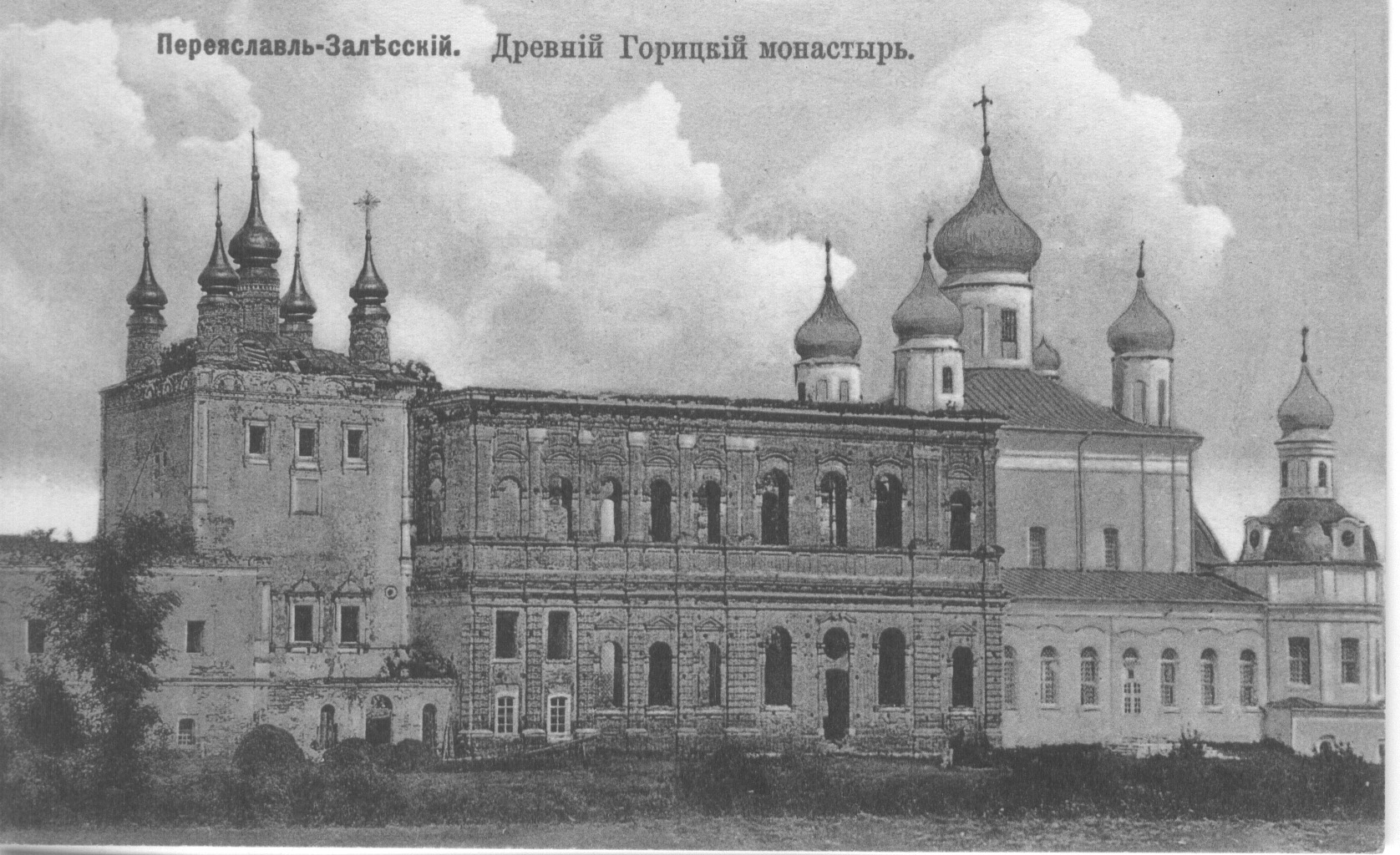
église de Gethsémani détruite aujourd'hui

### Bâtiments du monastère Goritski
- Cathédrale de la Dormition années 1750, aujourd'hui salle d'exposition,
- église de l'Épiphanie avec son clocher du XVIIIe siècle,
- église de Tous les saints et Trapeznaïa fin du XVIIe siècle, devenue salle d'exposition

, aujourd'hui salle d'exposition et dépôt,
- église de Gethsémani dont seuls quelques murs subsistent ,
- Portes saintes,
- Murs d'enceinte et tours.

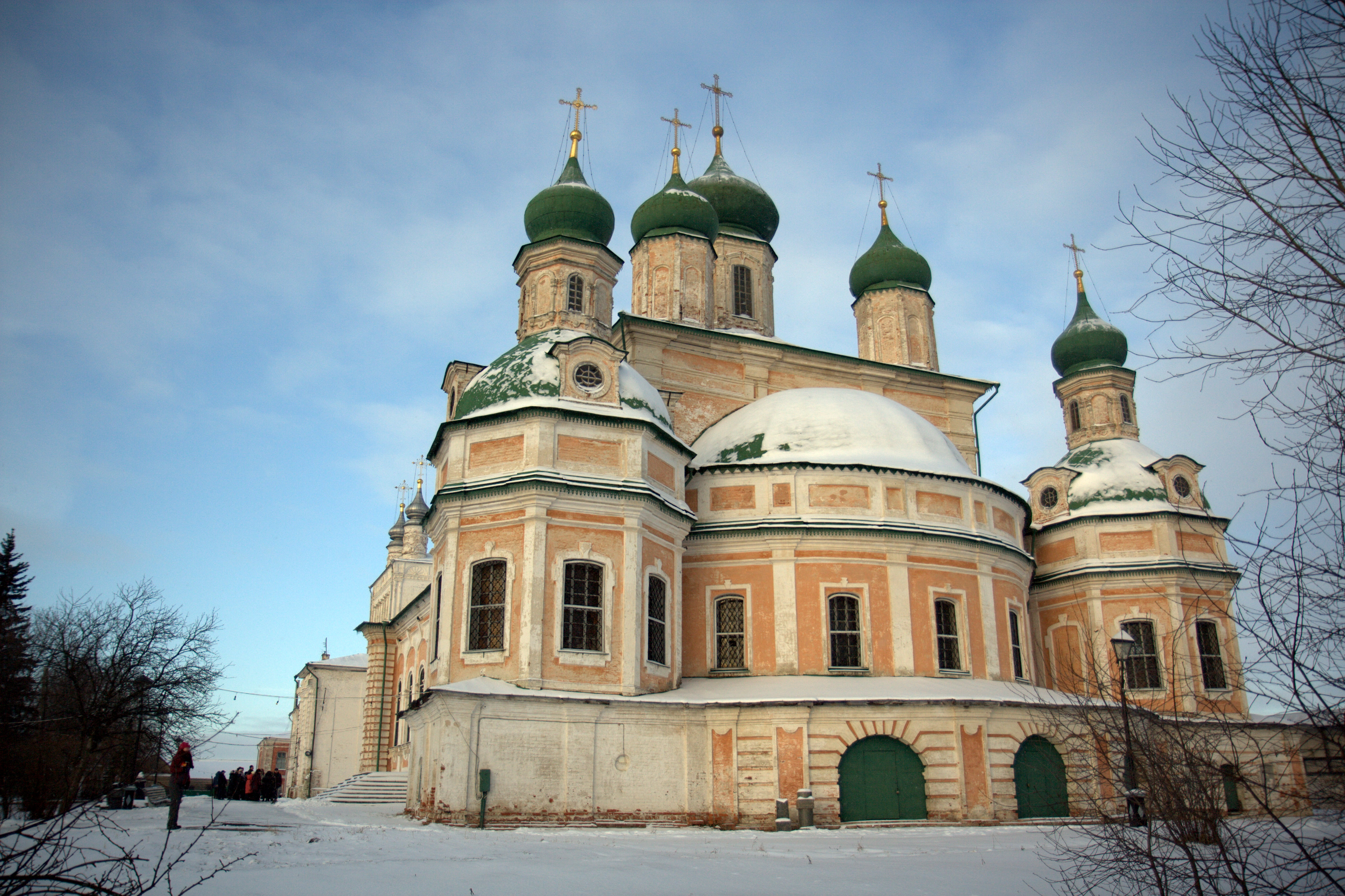
Cathédrale de la Dormition en 2009
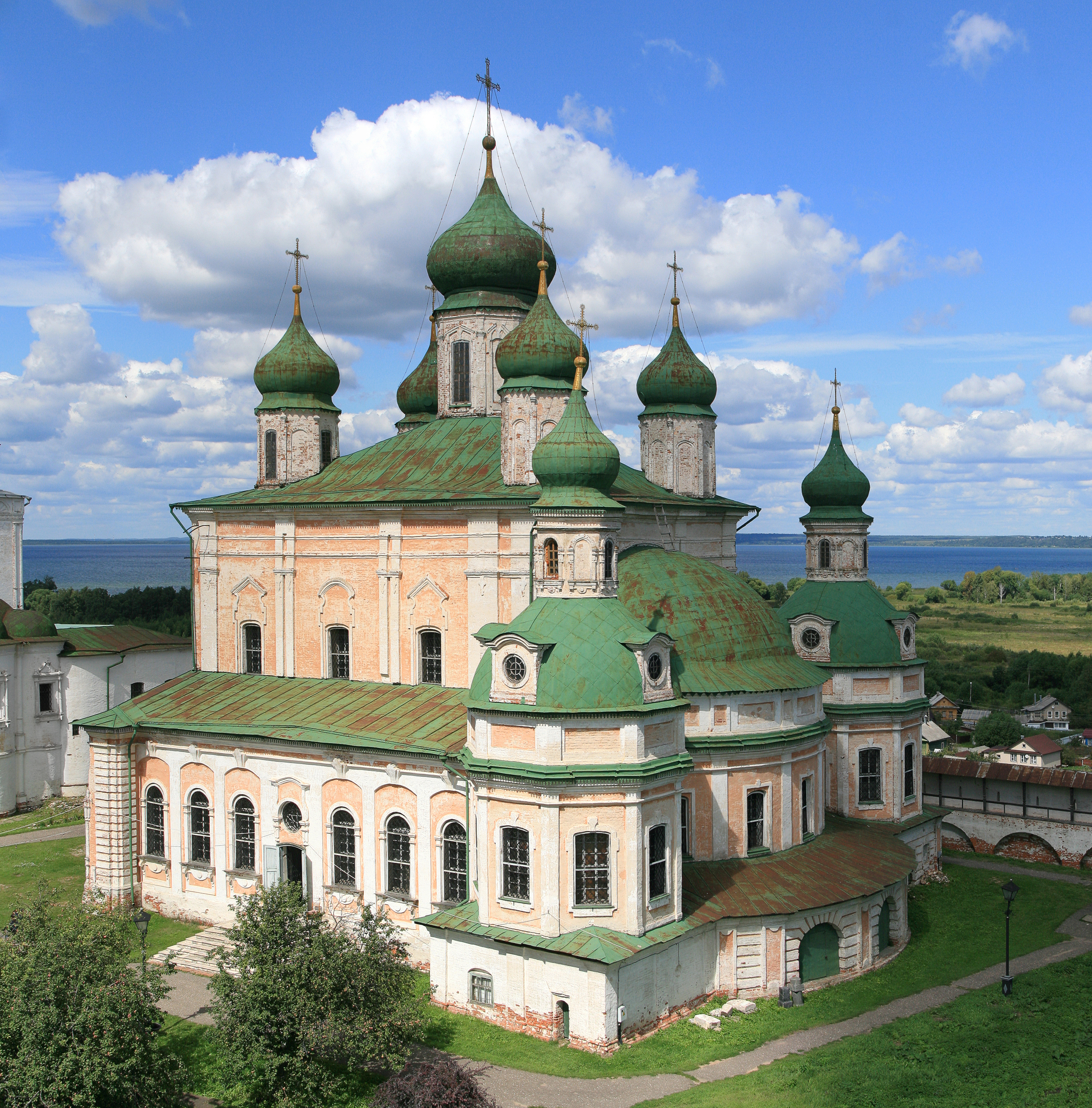
Cathédrale de la Dormition en 2015
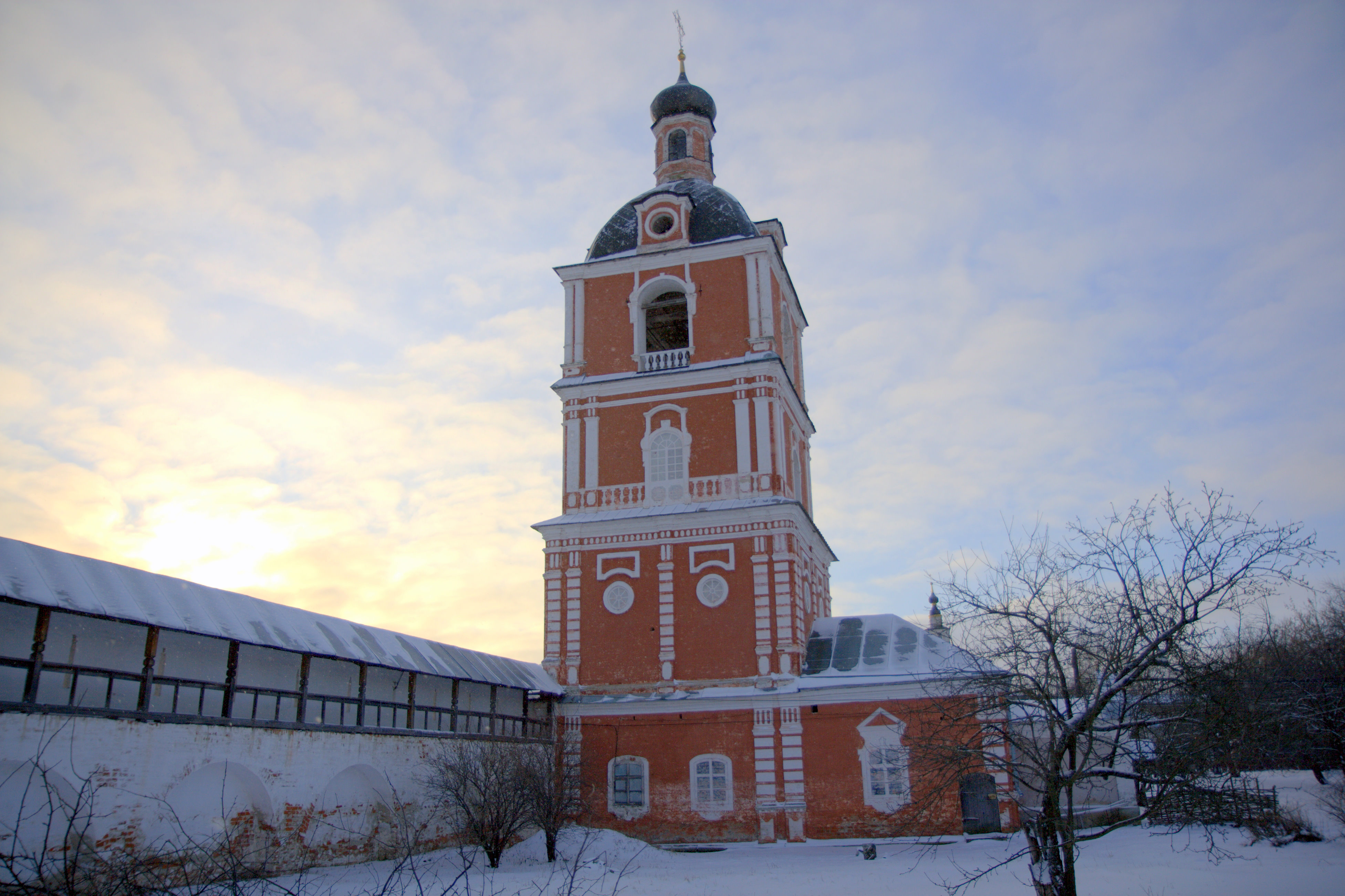
Église de l'Épiphanie
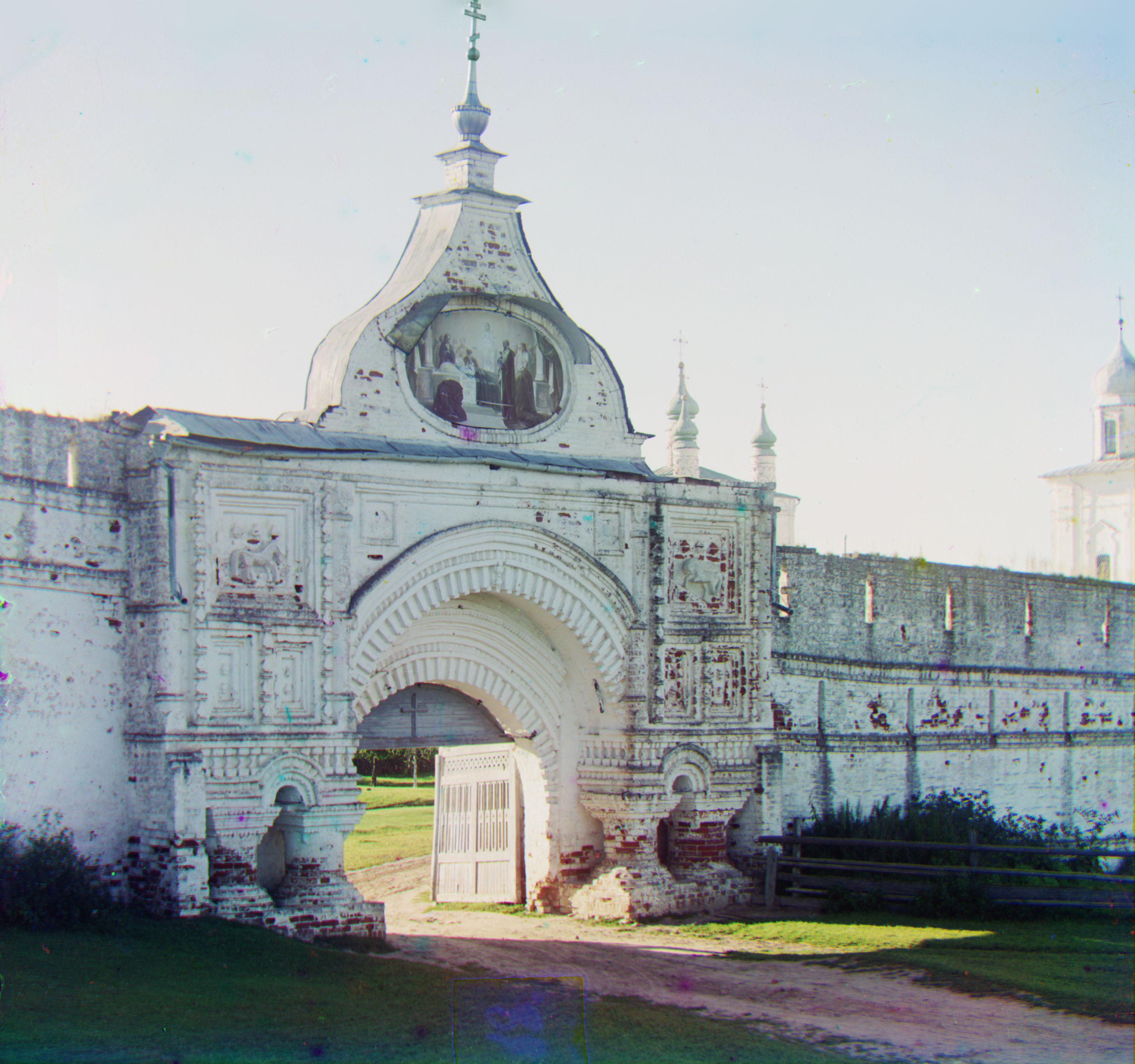
Portes saintes du monastère par Sergueï Prokoudine-Gorski en 1911.
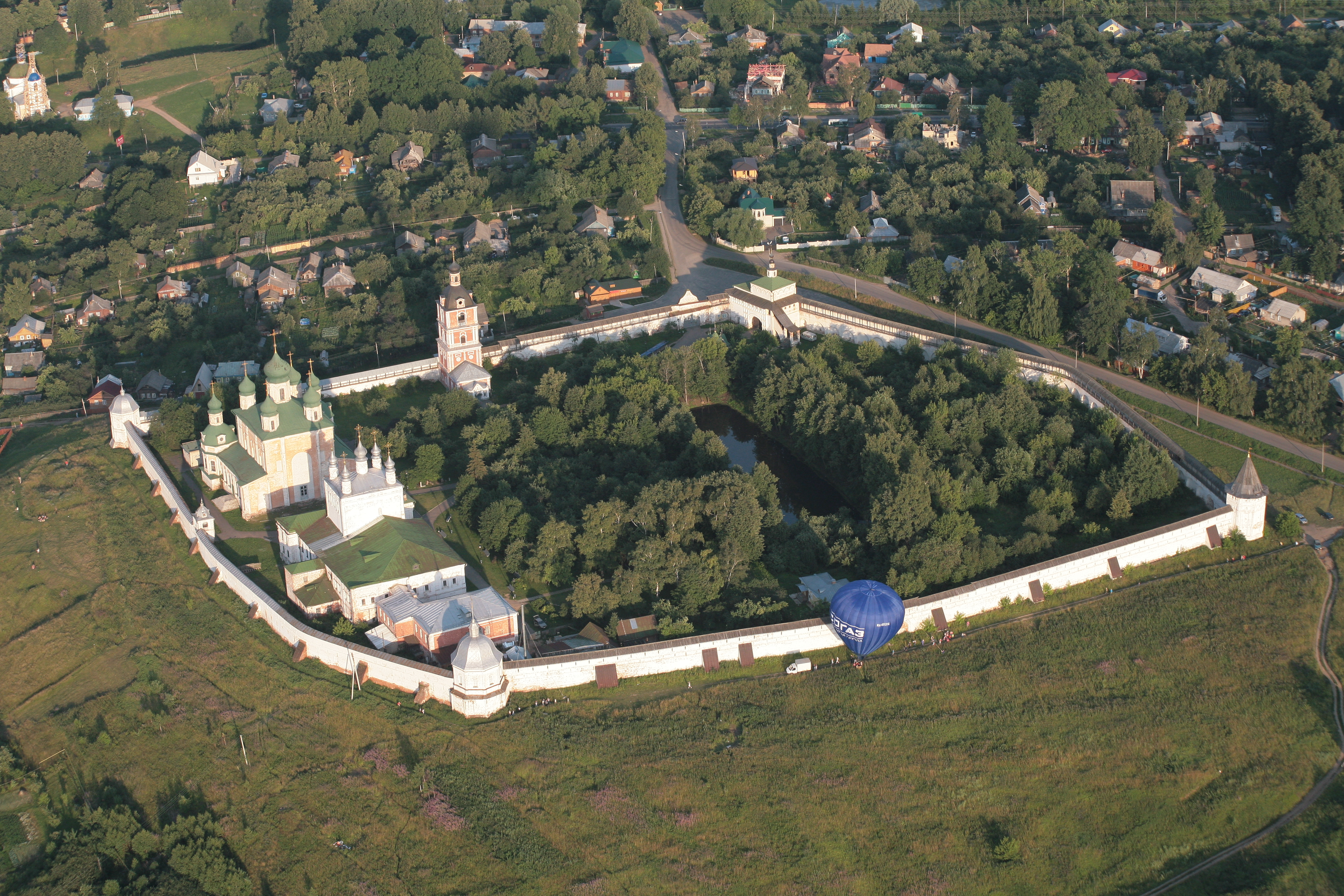
Vue aérienne de l'enceinte.

## Le Monastère comme nécropole
- Dans l'enceinte du monastère est inhumé le peintre russe, décorateur de théâtre Dmitri Kardovski (1866—1943)